# Xã Smart, Quận Stone, Arkansas
Xã Smart (tiếng Anh: Smart Township) là một xã thuộc quận Stone, tiểu bang Arkansas, Hoa Kỳ. Năm 2010, dân số của xã này là 214 người.